# Rödkindad stare
Rödkindad stare (Agropsar philippensis) är en asiatisk fågel i familjen starar inom ordningen tättingar.

## Utseende och läten
Rödkindad stare är en liten stare (17-19 cm) med kort stjärt. Den liknar sin nära släkting amurstaren, men har blekare huvud med en rödbrun fläck på örontäckarna och halssidan. Vidare är den mörkare grå under och har mindre vitt på vingen. Sången beskrivs som en enkel bubblande serie. Bland lätena hörs ett "airr", ett penetrerande "tshick" och i flykten ett mjukt "chrueruchu".

## Utbredning och systematik
Rödkindad stare förekommer på södra Sachalin, Kurilerna och i norra Japan. Vintertid flyttar den så långt söderut som till Filippinerna och Sydostasien. Tillfälligt har den påträffats i Bangladesh. Den behandlas som monotypisk, det vill säga att den inte delas in i några underarter.

### Släktestillhörighet
Tidigare placerades den i släktet Sturnus, men flera genetiska studier visar att släktet är starkt parafyletiskt, där de flesta arterna är närmare släkt med majnorna i Acridotheres än med den europeiska staren (Sturnus vulgaris).

## Levnadssätt
Rödkindad stare förekommer i öppet skogslandskap, odlingsbygd och parker. Den lever av insekter och frukt. Fågeln häckar mellan maj och juli. Arten är en flyttfågel som återvänder till södra Japan i slutet av mars.

## Status och hot
Artens populationstrend är okänd, men utbredningsområdet är relativt stort. Internationella naturvårdsunionen IUCN anser inte att den är hotad och placerar den därför i kategorin livskraftig. Världspopulationen har inte uppskattats men den beskrivs som generellt vanlig i Filippinerna, sällsynt i Kina, vanlig i Taiwan och fåtalig på Kurilerna och Sachalin.